# Heidi Riedler
Heidi Riedler (20 dicembre 1961) è un'ex sciatrice alpina austriaca.

## Biografia
Sciatrice polivalente originaria di Radenthein, la Riedler vinse la medaglia di bronzo nella discesa libera e nello slalom gigante agli Europei juniores di Achenkirch 1979 e in quella stessa stagione 1978-1979 in Coppa Europa vinse la classifica di discesa libera e fu 3ª sia in quella generale sia in quella di slalom gigante. Ottenne l'unico piazzamento in Coppa del Mondo il 28 febbraio 1980 a Waterville Valley in slalom gigante (11ª); non prese parte a rassegne olimpiche né ottenne piazzamenti ai Campionati mondiali.

## Palmarès

### Europei juniores
- 2 medaglie[1][2]:
  - 2 bronzi (discesa libera, slalom gigante ad Achenkirch 1979)

### Coppa del Mondo
- Miglior piazzamento in classifica generale: 59ª nel 1980

### Coppa Europa
- Miglior piazzamento in classifica generale: 3ª nel 1979[1]
- Vincitrice della classifica di discesa libera nel 1979[1]

### Campionati austriaci
- 1 medaglia:
  - 1 bronzo (combinata nel 1977)[senza fonte]